# Bão Xaver
Bão Xaver (ở Đan Mạch gọi là Bodil và ở Thụy Điển Sven) là một cơn bão hình thành ở Bắc Đại Tây Dương. Với sức gió lên tới 228 km/h, bão Xaver đã gây ra thiệt hại không nhỏ cho khu vực Bắc Âu. Bão Xaver được nhận định là cơn bão mạnh nhât trong 60 năm qua đổ bộ vào Bắc Âu.

## Chuẩn bị

### Anh
Bão Xaver đã buộc chính quyền phải do sơ tán người dân và tăng cường hệ thống đê chắn lũ tại các khu vực có địa hình thấp. Chính phủ Anh đã cho sơ tán và cảnh báo nguy hiểm đối với người dân tại Great Yarmouth, miền Đông nước này. Thủ tướng Anh David Cameron đã triệu tập một hội nghị của ủy ban khẩn cấp chính phủ nhằm thảo luận về các biện pháp ứng phó với bão.

### Hà Lan
Tại Hà Lan, hàng chục chuyến bay đã bị hủy hoặc hoãn, hoạt động đường sắt tại một số nước cũng bị đình trệ, trong khi hàng chục nghìn ngôi nhà tại các khu vực bão đi qua bị mất điện.

### Đức
Đức đã cho ủng hộ các dịch vụ cứu hộ tại trong và ngoài cảng Hamburg ở miền Bắc và cho đóng cửa một số trường học. Một số chuyến bay đã bị hủy hoặc hoãn, hoạt động đường sắt tại một số nước cũng bị đình trệ, trong khi hàng chục nghìn ngôi nhà tại các khu vực bão đi qua bị mất điện.

### Thuỵ Điển
Trong khi đó, Thụy Điển cũng ban hành cảnh báo lũ tại các khu vực bão quét qua.